# 戈爾尼亞茨科耶 (頓涅茨克州)
戈尔尼亚茨科耶（羅馬化：Hirnytske，羅馬化：Gornyatskoye）是位於乌克兰東部的市級鎮，由顿涅茨克州霍尔利夫卡区的斯尼日內市鎮負責管轄。該鎮始建與1908年，於1938年成為市級鎮，2022年人口数量为1,158人，自2014年起由頓涅茨克人民共和國實際控制。

## 人口統計
根據 2001年烏克蘭人口普查，鎮民的母語分配如下：
- 乌克兰语：7.3%
- 俄语：92.6%
- 其他：0.1%